# Oddone Bellingeri
Oddone Bellingeri (... – 1333/1334) è stato un vescovo cattolico italiano, vescovo di Acqui dal 1305 fino alla sua morte.

## Biografia
Proveniente da una delle più antiche e nobili famiglie del patriziato cittadino di Acqui, i Bellingeri, distintisi negli anni per la loro indomita fede ghibellina.
La prima traccia dell'attività pastorale del vescovo è datata 24 giugno 1305, si trattava di una investitura seguita da altre due in data 4 settembre e 9 dicembre. L'elezione del vescovo dopo una breve vacanza episcopale fa sospettare che gli attriti che avevano contraddistinto l'episcopato del suo predecessore Oglerio potessero essersi finalmente risolti.
Oltre alle già citate investiture un altro documento del 1305 del vescovo riguarda la sottomissione di un certo Eigezio, signore di Bubbio, e la seguente concessione da parte del vescovado del diritto di esigere le decime a Bubbio, Cassinasco, Cessole, Sessame e Vesime.
Il 10 aprile 1308, mercoledì della Settimana santa, Oddone convocò il sinodo diocesano, il più antico di cui si abbia documentazione nella storia della diocesi andando a escludere il sinodo provinciale tenuto dal metropolita Ottone Visconti nel 1265 durante l'episcopato di Alberto Sivoleto.
Nel 1310 fu chiamato come legato pontificio a dirimere una controversia tra domenicani e conventuali di Alessandria nel merito dei diritti territoriali dei due ordini. L'8 gennaio dell'anno seguente assistette all'incoronazione dell'imperatore Arrigo VII a Milano, occasione in cui ricevette dall'imperatore un diploma che confermava i diritti e i privilegi della diocesi. Qualche mese dopo partecipò e intervenne al sinodo provinciale a Bergamo indetto dal vescovo Cassono della Torre.
Nel 1321 si trovò in contrasto con tale Alessandro Asinari, un ricco mercante astigiano che si era impossessato con la forza del feudo di Castelletto d'Erro, di proprietà vescovile, e per la riconquista del quale chiamò alle armi il marchese del Monferrato.
L'ultima notizia riguardante Oddone risale al 1327: si tratta di una controversia coi canonici di San Marco di Savona per le decime del comune di Ponzone di cui si erano impossessati i chierici liguri; la questione venne risolta dall'intervento del cardinale Bertrando del Poggetto che assegnò le decime ai savonesi.
Secondo Biorci Oddone morì nel 1333 o nel 1334.